# Гая Онлайн
Gaia online (Гая онлайн) е социална мрежа на английски език на тема Аниме и Форуми. Създадена през 2003, позната като Go-Gaia.com, но името е сменено от създателя си. Гая първоначално започва като сайт за аниме линкове и се развива като малка общност, но впоследствие се насочва към социални игри по желание на създателят Дерек Лиу (Потребителско име Lanzer). Днес, милиони мнения са публикувани дневно и е посетен от 7 милиона уникални потребители всеки месец. Гая също така печели наградата 2007 Webware 100 в категория общност.
Потребителите на уеб сайта, още познати като Гаяни, създават различни персони и виртуална къща, за които те могат да купуват предмети, използвайки виртуална валута, наречена „злато“.